# Pseudobalbillus divergens
Pseudobalbillus divergens är en insektsart som beskrevs av Rauno E. Linnavuori 1969. Pseudobalbillus divergens ingår i släktet Pseudobalbillus och familjen dvärgstritar. Inga underarter finns listade i Catalogue of Life.